# Номіровський Дмитро Анатолійович
Дмитро Анатолійович Номіровський (25 грудня 1974, Черкаси) — український математик; викладач КНУ ім. Т. Шевченка, Київська школа економіки.

## Освіта і наукові звання
- 1992 року — закінчив Український фізико-математичний ліцей при КНУ.
- 1997 року — закінчив факультет кібернетики Київського національного університету імені Тараса Шевченка.
- Кандидат фізико-математичних наук (1999),
- доктор фізико-математичних наук (2006).

## Кар'єра
- з 1992 року — викладач математики Українського фізико-математичного ліцею КНУ;
- 1997—1999 роки — аспірант кафедри обчислювальної математики факультету кібернетики Київського національного університету імені Тараса Шевченка;
- 1999—2000 роки — науковий співробітник;
- 2000—2002 роки — асистент;
- 2002—2005 роки — докторант;
- 2005—2008 роки — доцент;
- з 2008 року — професор факультету кібернетики.

## Гранти та відзнаки
Отримав гранти та нагороди:
- гранти соросівського студента (1995, 1996),
- грант соросівського вчителя (1997),
- премію КНУ імені Т.Шевченка (1998),
- премію НАН України для молодих учених (2001),
- звання «Заслужений вчитель України» (2003),
- гранти Президента України для молодих учених (2005, 2007, 2009),
- орден «За заслуги» III ступеня (2007),
- іменну стипендію Верховної Ради України для найталановитіших молодих учених (2009 р.)

## Основні опубліковані наукові праці
1. Ляшко С. И., Номировский Д. А., Петунин Ю. И., Семенов В. В. Двадцатая проблема Гильберта. Обобщенные решения операторных уравнений. — М.:Диалектика, 2009. — 192с.
2. Nomirovskii D. Generalized solvability and optimization of a parabolic system with a discontinuous solution // Journal of differential equations. — 2007. — V.233, No 1. — P. 1-21.
3. Номировский Д. А. О единственной разрешимости псевдогиперболических уравнений с сингулярными правыми частями // Математические заметки. — 2006. — Т.80, Вып. 4. — С.582-595.
4. Номировский Д. А. Об обобщенной разрешимости линейных систем // Доповіді НАН України. — 2004. — № 10. — С.26-33.
5. Ляшко C.И., Номировский Д. А. Обобщенное решение и оптимальное управление в системах, описывающих динамику вязкой стратифицированной жидкости // Дифференциальные уравнения. — 2003. — Т.39, № 1. — С.84-91.